# تمساحيات الشكل
تمساحيات الشكل (Crocodyliformes) هو فرع حيوي من أركوصورات الـ Crurotarsi وهي مجموعة غالبًا ما يشار إليها عادة على أنها "تماسيح"، وهم الأعضاء الوحيدين المتبقين من أشباه التمساحيات الذين بقوا على قيد الحياة بعد الجوراسي المبكر، في حين أن أشباه التمساحيات هي الوحيدة من مجموعة Pseudosuchia التي نجت من حدث انقراض الترياسي-الجوراسي.

## وصلات خارجية
- Crocodyliformes en The Paleobiology Database
- Crocodyliformes en Taxon Search نسخة محفوظة 6 أبريل 2008 على موقع واي باك مشين.
- Crocodyliformes en Palaeos